# لعل قلعه (دهلی)
قلعه سرخ یا لَعل قلعه (به‌دلیل سرخ رنگ بودن قلعه) بزرگترین مرکز گردشگری در شهر دهلی پایتخت هندوستان است. دستور احداث این قلعه را شاه جهان پنجمین امپراتور مغول یا امپراتور گورکانی، وقتی که پایتخت خود را از اگرا به دهلی تغییر داد، صادر کرد.
معمار اصلی آن استاد احمد لاهوری معمار افغانی تاج محل بود. ساخت آن نه سال به طول انجامید و در سال ۱۶۴۸ تکمیل شد. این قلعه در کنار رود یامونا قرار دارد و به شکل یک هشت ضلعی نامنظم و که به وسیله دیواری از سنگهای قرمز رنگ محصور گشته که طول آن ۵/۲ کیلومتر و ارتفاع آن از ۱۶ تا ۳۳ متر متغیر است.

## بخش‌های مختلف قلعه
این بنا شامل بخش‌ها و اجزاء مختلفی است که مشهورترین آن‌ها عبارت‌اند از:

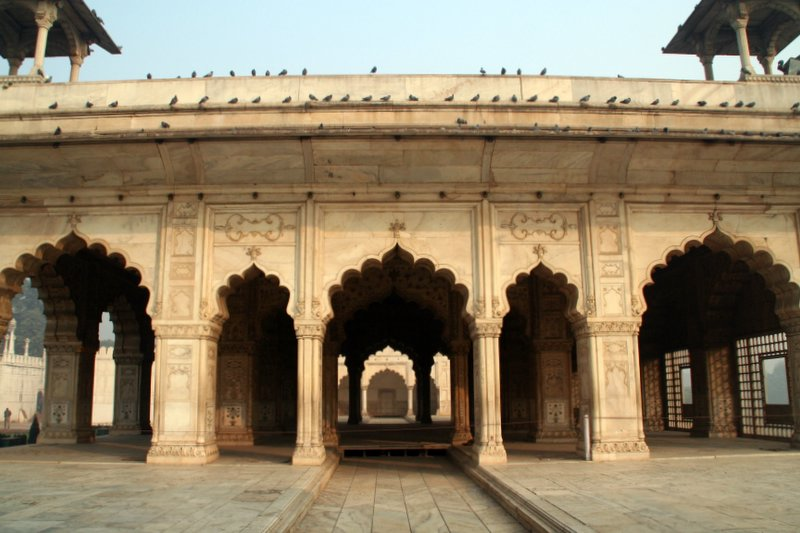
«دیوان خاص» محل ملاقات‌های خصوصی شاه‌جهان در قلعه سرخ

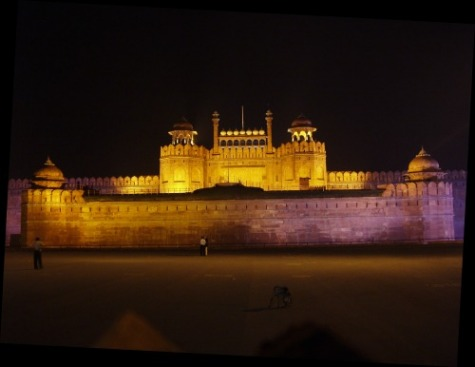
قلعه سرخ در شب

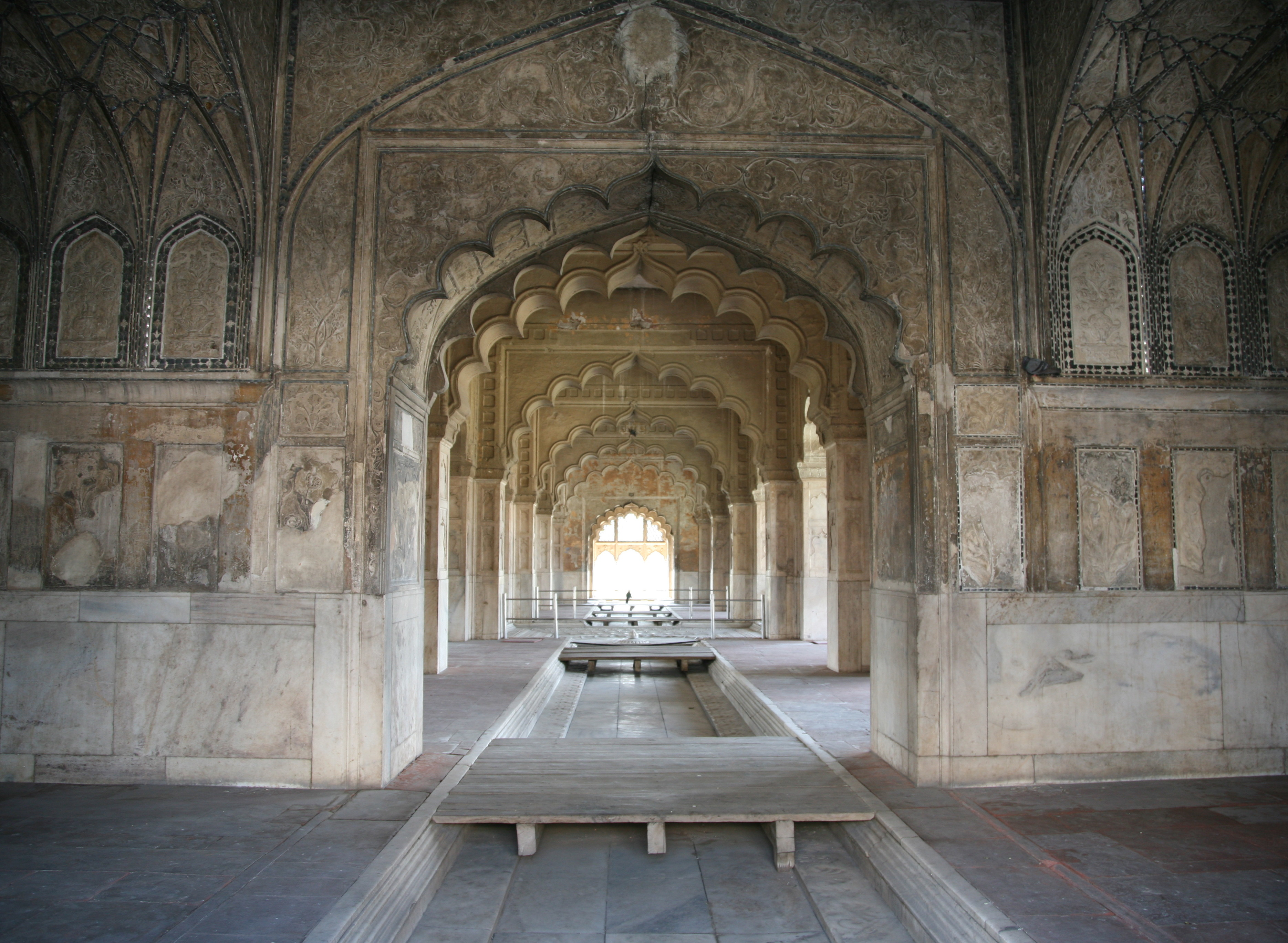
رنگ محل(Rang Mahal)به معنی محل رنگ‌ها اقامتگاه همسر اصلی شاه بنایی زیبا با تزئینات طلایی، سقف منقوش و حوض مرمرین

- دروازه لاهور (Lahore Gate)که دروازه اصلی قلعه به‌شمار می‌آید و نامش را از شهر لاهور واقع در پاکستان گرفته‌است.
- دروازه دهلی (Delhi Gate) دروازه‌ای که به سوی دهلی کهنه بوده‌است.
- دروازه فیل (Elephant Gate) دروازه‌ای که مقابلش دو مجسمه باشکوه سیاه رنگ از فیل قرار داشته که بعدها در ۱۸۵۶ توسط اورنگ‌زیب تخریب می‌شوند و هم‌اکنون پس از بازسازی در موزه ممتاز محل قرار دارند.
- چاتاچوک (Chatta Chowk) یا بازار سرپوشیده، که بازاری بوده‌است بین دروازه اصلی و قلعه که اکنون محل تجمع دستفروشان برای فروش سوغاتی به گردشگران است.
- نقاره‌خانه (Naqqar Khana) یا نوبت خانه (Naubat Khana) که بر فراز دروازه لاهور و مقابل چاتاچوک قرار گرفته و از آنجا ۵ بار در روز یا هنگام ورود شاه یا شاهزادگان و خانواده سلطنتی نقاره می‌زده‌اند. این بنا بیش از ۳۰ متر طول و ۲۰ متر عرض دارد و کلیه بازدیدکنندگان به‌جز خانواده سلطنتی، در اینجا پیش از ورود به محوطه اصلی باید از اسب پیاده می‌شدند.
- باغ حیات بخش  (Hayat Baksh Bagh)باغی بوده‌است وسیع و به وسیله دو نهر زیبا و فواره‌های فراوان تقسیم می‌شده. متأسفانه اکنون این نهرها خشک است و در آن محل فقط پوشش گیاهی باقی‌مانده‌است.
- خاص محل (Khas Mahal)که محل خصوصی اقامت شاه بوده مشتمل بر اتاق‌های خواب، مکان‌های عبادت، ایوان و باروی موسامان بُرج.
- بُرج مثمن (Mussaman Burj) بارویی است در خاص محل و رو به بیرون قلعه که شاه هر روز صبح زود بر فراز در انظار عموم ظاهر می‌شده‌است.
- نهر بهشت (Nahr-i-Behisht) محل اقامت شخصی شاه بوده که شاه بر ایوان آن می‌نشسته و بر رود یامونا نظاره می‌کرده‌است. در این قصر نهرهایی که از رود یامونا منشعب می‌شدند جاری بوده‌است.

علی‌اصغر حکمت در کتاب نقش پارسی بر احجار هند قلعه سرخ را به‌طور کامل توصیف کرده و سنگ نوشته‌های فارسی آن را نگارش نموده‌است در این کتاب آمده‌است که در اتاقی که در طرف شرقی عمارت واقع شده و دریچه‌های آب به طرف رود «جمنا» باز می‌شود و محلّ خواب «شاه جهان» بوده این رباعی به خطّ نستعلیق بسیار ظریف مسطور است:
- ای بند بپای قفل بر دل هشدار
- عزم سفر مغرب و رو در مشرق
- وی دوخته چشم پای بر گل هشدار
- ای راهرو پشت به منزل هشدار
- دیوان عام (Diwan-i-Am) که حیاط بیرونی مستقل و بزرگی است که با سنگ‌های مرمر سفید فرش شده و شاه با ایده‌ای شبیه به بارعام سلیمان، بر روی ایوانی در روی دیوار شرقی می‌ایستاده و با عموم دیدار می‌کرده‌است.
- کرسی (Qursi) یا تخت شاهی که مقابل دیوار داخلی دیوان عام قرار دارد و سکوی بزرگ و شکوهمندی است به ابعد بیش از ۲ ئر ۱ و ارتفاع ۳ متر از کف ایوان عام. این تخت از سنگ مرمر با حجاری‌های ظریف و جوتهر نشان ساخته شده که در ۱۸۵۷ جواهراتش را خارج کرده‌اند. شاه از فراز آن به صحبت و درخواست وزرا یا مردم گوش می‌داده‌است.
- لال پرده (Lal Pardah) یا پرده قرمز که درگاهی است در سمت چپ دیوان عام که پرده سرخ رنگی از آنجا آویزان بوده‌است و فقط شاه و نزدیکانش حق عبور از این پرده را داشته‌اند. این حق امتیاز بزرگی محسوب می‌شده.
- دیوان خاص (Diwan-i-Khas) که محل ملاقات‌های خصوصی شاه بوده و جلسات حکومتی در آنجا برگزار می‌شده و تماماً از سنگ مرمر سفید ساخته شده‌است. بر روی ستون‌های مرمری این بخش، نقوش گیاهی زیبایی با طلا کار شده و سقف چوبی کنونی، پوششی از نقرهٔ زرکوب داشته‌است.

در محل دیوان خاص که بخش دیدارهای رسمی شاه بوده‌است تخت طاووس قرار داشته‌است. تخت طاووس توسط نادرشاه به ایران آورده شد. در دو انتهای بار خاص یا دیوان خاص اشعار فارسی از خسرو دهلوی وجود دارد.
این شعر فارسی به خط زیبای نستعلیق در این بنا به چشم می‌خورد:
| اگر فردوس بر روی زمین است |  | همین است و همین است و همین است |

بر اساس کتاب نقش پارسی بر احجار هند در دیوان خاص اشعار فارسی زیادی نگارش شده‌است. بعضی از کتیبه‌های فارسی تخریب شده‌است و تعدادی نیز آسیب دیده‌است. جملات زیر به خط نستعلیق از جمله نوشته‌ای آنجا است:
«سبحان الله این چه منزل هاست رنگین و نشیمن هاست دلنشین قطعهٔ بهشت برین چون گویم که قدسیان همت بلند به تماشایش آرزومند. اگر ساکنان اطراف و اکناف بسان بیت العتیق به طوافش آیند رواست و اگر نظارگیان أنفس و آفاق مثل حجر أسود به تقبیل آستان رفیع الشأنش شتابند سزا. آغاز قلعهٔ والا که از کاخ گردون برتر است و رشک سدّ اسکندر؛ و این عمارت دلگشا و باغ حیات بخش که در منازل، چون روح در بدن است و شمع در انجمن؛ و نهر اطهر که آب صافیش به نیاز آئینهٔ جهان نماست و دانا را از عالم غیب پرده گشا؛ و آبشارها ک هر یک گوئی سپیدهٔ صبحدم است یا لوحهٔ اسرار از لوح و قلم و فوّاره‌ها که هر کدام پنجهٔ نور است …»
- میزان عدالت (Scale of Justice) نقش ظریف و جواهر نشانی است از ماه و ستاره و ترازو که میان تسبیح‌خانه و خوابگاه بر روی سنگ مرمر نقر کرده‌اند. هدف شاه از اینکه دستور داده چنین نقشی را پیاده کنند این بوده که نشان دهد عدالت او از میزان و تساوی برخوردار است.
- ساوان و بادان (Sawan and Bhadon) نام دو عمارت کلاه فرنگی برای آب است که از نام دو ماه از فصل باران گرفته شده و در پس دیوار مخازنی برای آب دارند که تز این دو بنای قرینه داخل نهرها جاری می‌شده‌است.
- ظفر محل (Zafar Mahal) ساختمانی است از سنگ قرمز بین بناهای ساوان و بادان در میان استرخی از آب واقع است که توسط بهادر شاه آخرین امپراتور گورکانی ساخته شده. در شرق آن پلی چوبی وجود داشته که هم‌اکنون اثری از آن نیست.
- حمام (Hammam) که حمام بزرگ شاهی است با بنایی مستقب و تزئینات داخلی شامل مجراها و حوضچه‌های مختلف برای آب گرم و سرد.
- زنانه (Zenana) یا اندرونی که در جنوبی‌ترین بخش قلعه واقع است و محل اقامت زنان شاه بوده. شامل ممتاز محل (Mumtaz Mahal) که اکنون موزه‌است و بخش زیبا و بزرگ‌تری به‌نام رنگ محل (Rang Mahal) به معنی محل رنگ‌ها است که اقامتگاه همسر اصلی شاه بوده‌است و با تزئینات طلایی و سقف منقوش و حوض مرمرینی که آب آن از «نهر بهشت» تغذیه می‌شده‌است جذابیتی خاص دارد.
- دعوت‌خانه (Daawat Khana) که کوچکترین بخش این مجموعه و در شمالی‌ترین قسمت آن واقع است و محل اقامت شاهزاده بوده که توسط انگلیسی‌ها به چایخانه تبدیل شد.
- مسجد موتی (Moti Masjid) یا مسجد مروارید که از مرمر سفید ساخته شده و بعدها در سال ۱۶۵۹ توسط اورنگ‌زیب جانشین شاه‌جهان به عنوان مسجدی خصوصی ساخته شده و به مجموعه اصلی الحاق شده‌است.
- موزه‌ها این بنا شامل دو موزه‌است یکی شامل اشیاء، منسوجات کتاب‌ها و دست‌نوشته‌های تاریخی و هنری است که عمدتاً مربوط یه دوران گورکانی هند یا ایران است و دیگری بیشتر به نمایش جنگ‌افزارهای قدیمی آن دوران تا زمان اشغال انگلیس تعلق دارد.

«قلعه سرخ» یا رد فورت دهلی را با قلعه دیگری که به همین نام مشهور است و در آگرا در نزدیکی دهلی ساخته شده، نباید اشتباه گرفت.